# Schistostegaceae
Schistostegaceae er en familie af mosser med kun en enkelt slægt.
| Slægter |

- Schistostega